# Булгаковская мечеть
Булгаковская мечеть (Карши-Махалле) — мечеть в селе Соколином Бахчисарайского района Крыма, построенная в XIX веке. В советское время здание использовалось в качестве склада. Памятник градостроительства и архитектуры регионального значения.

## История
Строительство мечети профинансировал коллежский асессор и помещик Али-бей Булгаков. Таврическое духовное магометанское правление в октябре 1867 года, рассмотрев рапорт, предоставленный ялтинским уездным кади, передало в Таврическое губернское правление, что не видит препятствий для строительства мечети. Мечеть была построена в честь спасения императора Александра II во время покушения 25 мая 1867 года. Строительство было завершено в 1880-е годы.
С 1930 года мечеть использовалась под складское помещение, принадлежавшее совхозу. Вплоть до 1990-х годов в помещении проживали сезонные рабочие, задействованные на уборке урожая.
Решением Крымоблисполкома от 22 мая 1979 года мечеть была признана памятником архитектуры. Согласно постановлению Совета министров Крыма № 44 от 25 февраля 1997 года мечеть была возвращена мусульманской общине «Карши Маале». Булгаковская мечеть является одной из трёх мечетей в селе Соколиное.

## Архитектура
Двухъярусное здание мечети зального типа выполнено из камня. Находится на пересечении улиц. Здание прямоугольное в плане. Размеры — 8,58 на 10,82 метра. К северной стене пристроен минарет. Из-за перепада высот цоколь различный по высоте. Стены выполнены полигонной кладкой из мраморовидного известняка. Окна и двери с полуциркульным окончанием и клинчатыми тесными перемычками. Крыша покрыта черепицей. Над входной дверью, расположенной в восточной стене, имеется орнамент с виноградной лозой.
Верхушка минарета была уничтожена и не сохранилась. Изначально минарет имел размер 1,68 на 1 метр и был выполнен со скошенными углами, цоколь и часть ствола — диоритовые. Сохранилась встроенная доска в среднюю часть минарета, имеющая надпись на арабском: «Обладатель благодеяний и благонравий Исмаил-ага, сын Рустема-ага. Год 1229» (1814 год). Предположительно, данная плита была взята из другой мечети, существовавшей ранее в Соколином.
В 60 метрах на юго-восток от мечети находится фонтан Али-бея Булгакова.

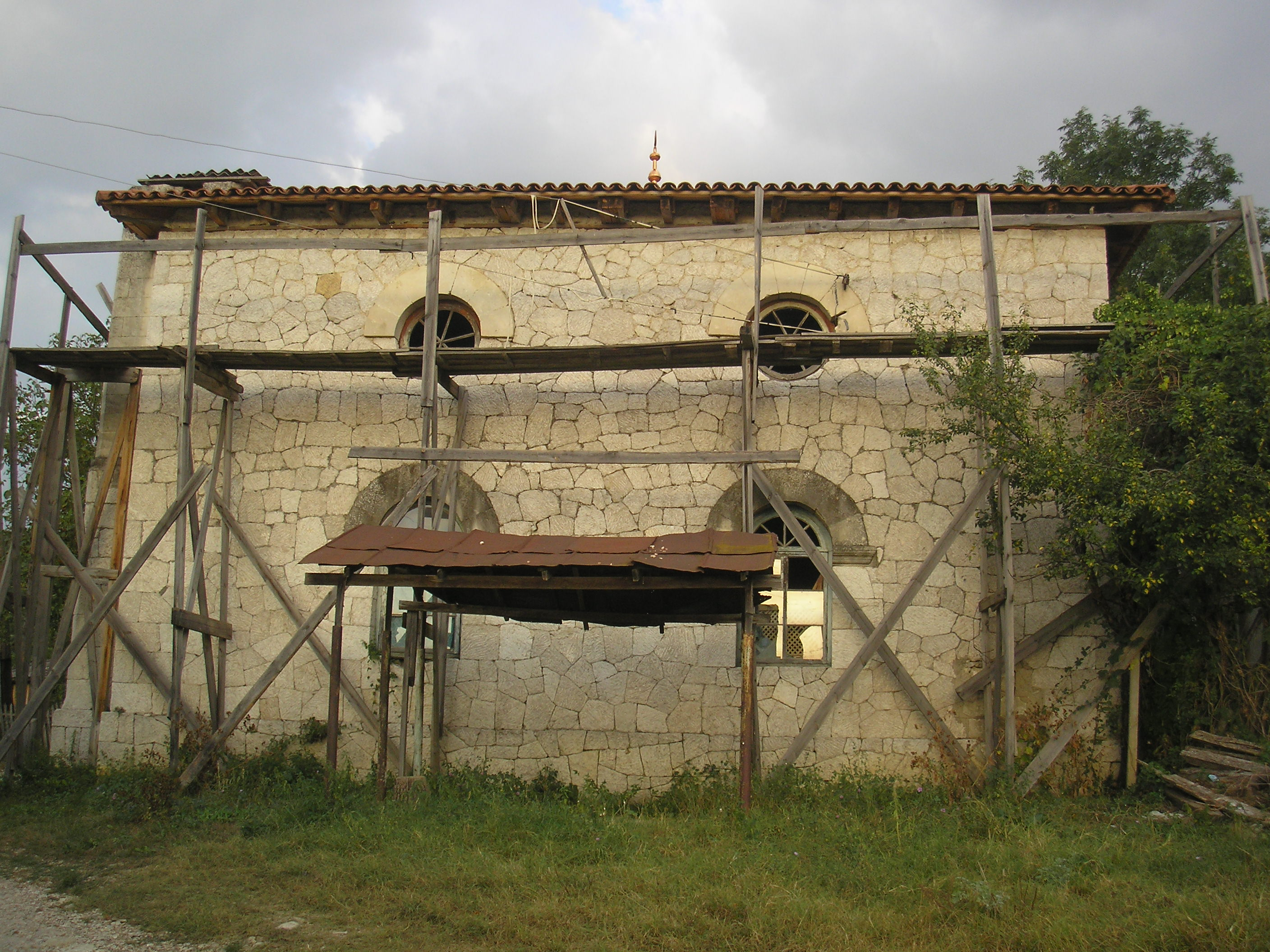
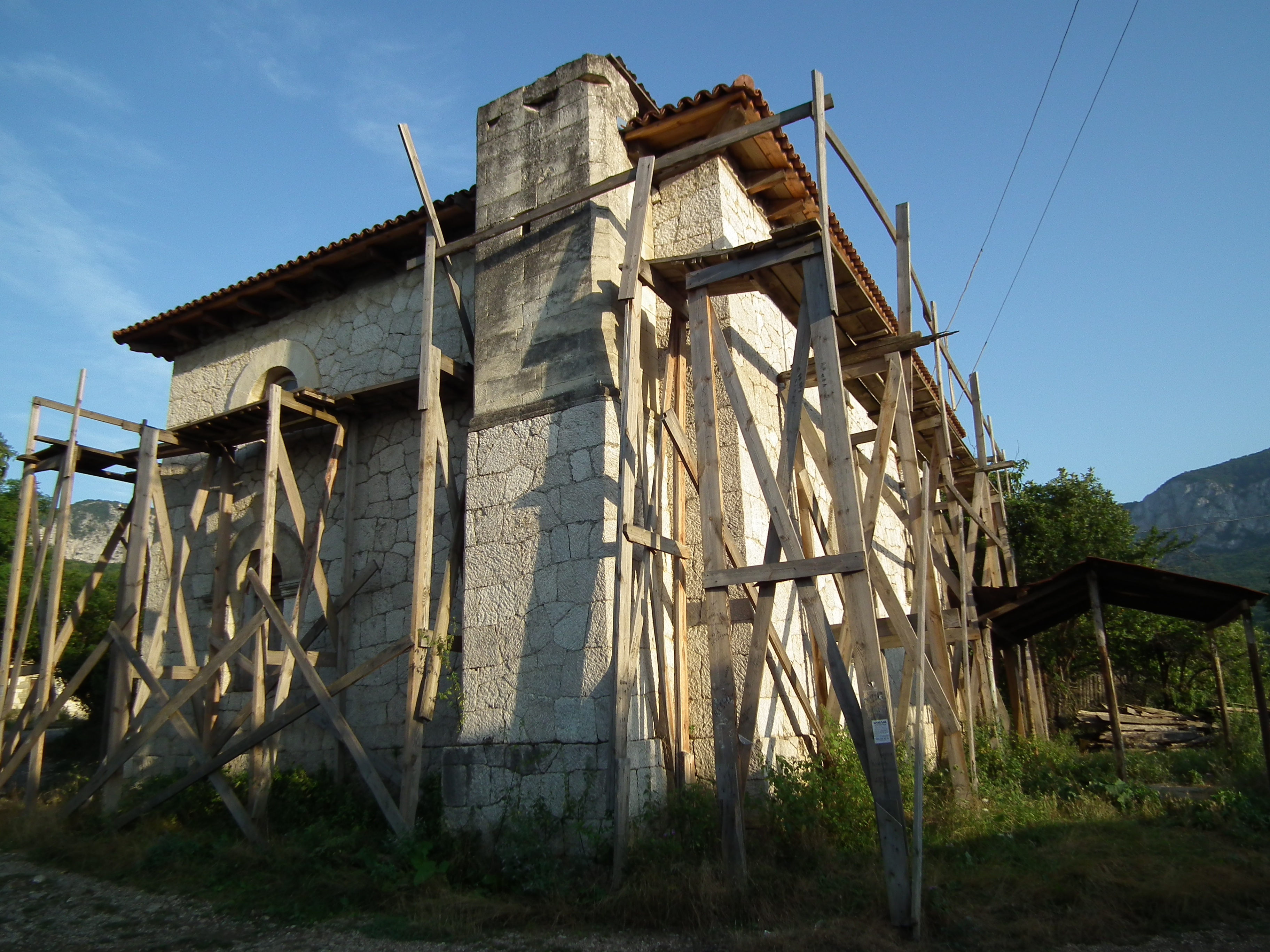
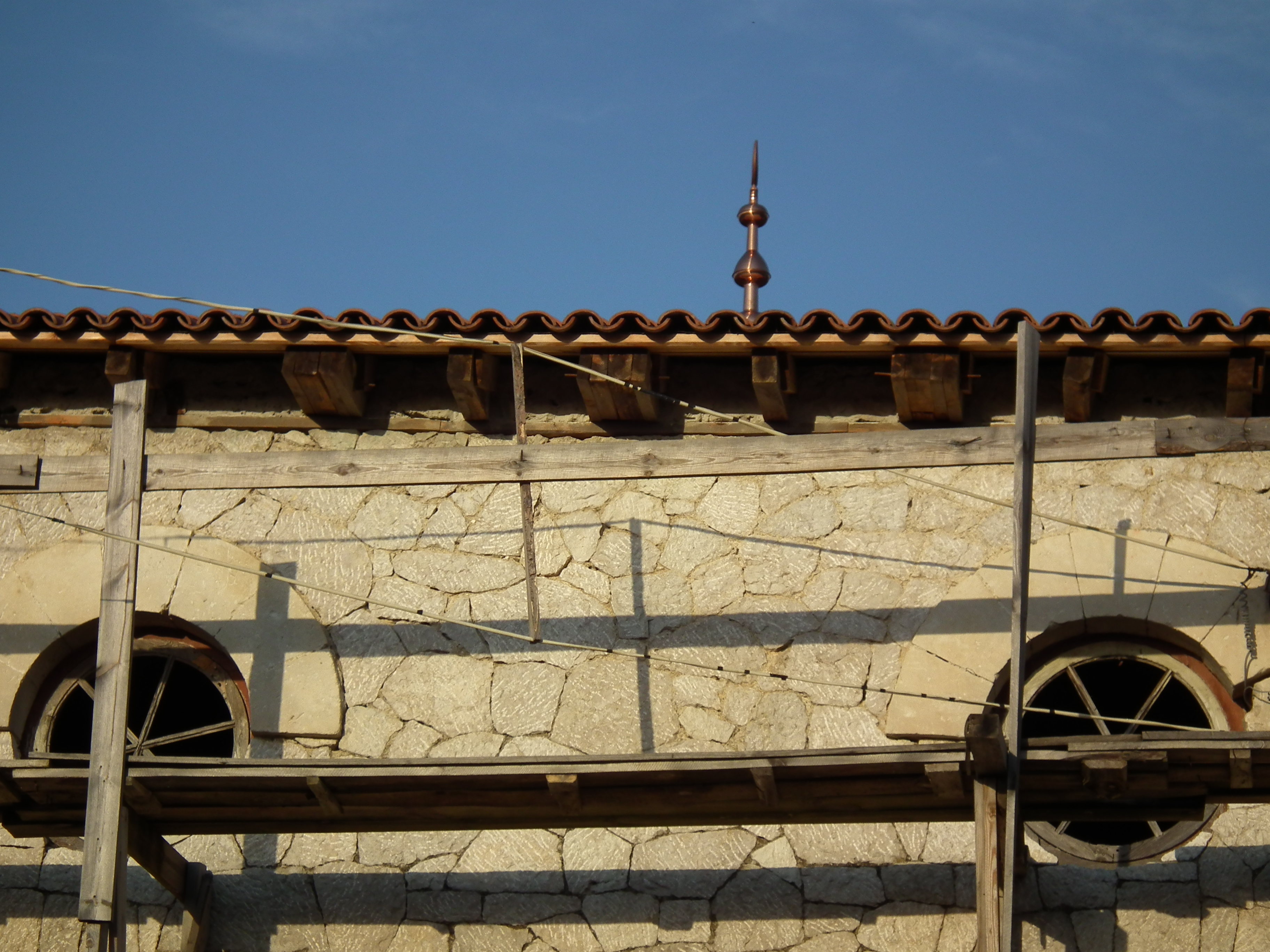
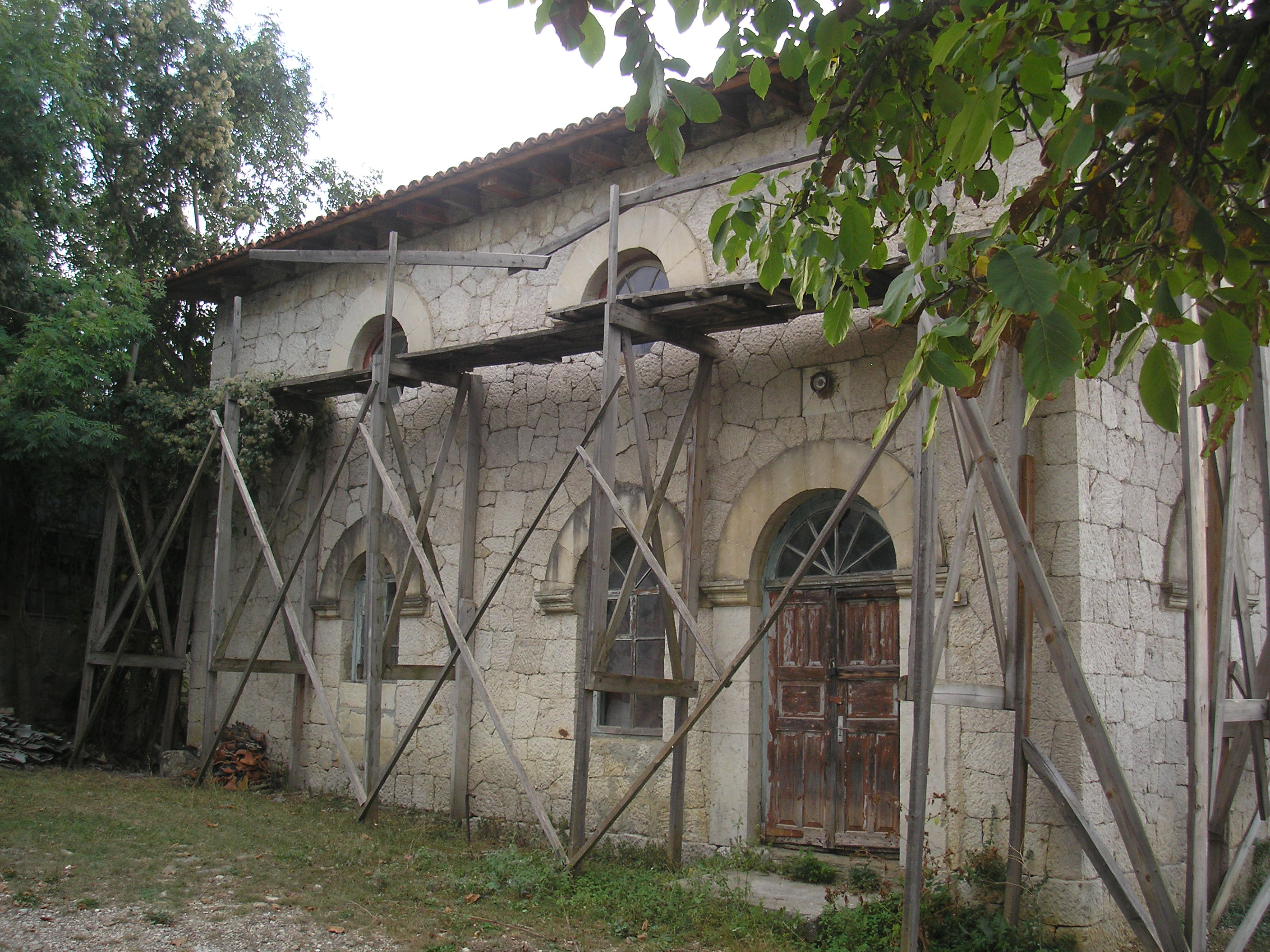